# Raffaella Calloni
Raffaella Calloni (ur. 4 maja 1983 w Busto Arsizio) – włoska siatkarka, grająca na pozycji środkowej. 

## Sukcesy klubowe
Mistrzostwo Włoch:
- 2002, 2007, 2011, 2013

Superpuchar Włoch:
- 2005

Puchar Top Teams:
- 2006

Puchar Challenge:
- 2009
- 2012

Puchar Włoch:
- 2011

## Sukcesy reprezentacyjne
Igrzyska Śródziemnomorskie:
- 2005

## Nagrody indywidualne
- 2013: Najlepsza blokująca Serie A w sezonie 2012/2013